# Foersteria nitida
Foersteria nitida är en stekelart som beskrevs av Cameron 1911. Foersteria nitida ingår i släktet Foersteria och familjen bracksteklar. Inga underarter finns listade i Catalogue of Life.